# Banca Gesfid
Die Banca Gesfid SA war eine auf die Vermögensverwaltung spezialisierte Schweizer Privatbank mit Sitz in Lugano. Sie befand sich seit Mitte 2007 vollständig im Besitz des italienischen Versicherungskonzerns Fondiaria-Sai.
Das Unternehmen wurde 1978 als Vermögensverwaltungsgesellschaft Gesfid SA gegründet und befand sich bis 2002 im Besitz der Banca del Gottardo. Danach wurde sie an die italienische Meliorbanca verkauft. Nachdem die Eidgenössische Bankenkommission 2003 der Gesfid SA die Bewilligung als Bank erteilt hatte, wurde die Gesellschaft auf Anfang 2004 in eine Bank umgewandelt und in Banca Gesfid SA umbenannt. Ende 2005 verwaltete die Bank Kundenvermögen in der Höhe von 3,2 Milliarden Schweizer Franken.
2006 erwarb der italienische Versicherungskonzern Fondiaria-Sai von der Meliorbanca zunächst einen 60-prozentigen Anteil an der Banca Gesfid. Die Übernahme der restlichen 40 Prozent wurde Im Juli 2007 abgeschlossen.
Im Jahr 2011 wurde die Banca Gesfid SA auf die PKB Privatbank SA, welche ebenfalls ihren Sitz in Lugano hat, verschmolzen.